# Wojciech Franciszek Załęski
Wojciech Franciszek Załęski herbu Prus I – skarbnik mielnicki w latach 1697–1699.
Poseł  ziemi zakroczymskiej na sejm elekcyjny 1697 roku,  jako deputat ziemi zakroczymskiej podpisał jego pacta conventa. Był posłem ziemi zakroczymskiej na sejm pacyfikacyjny 1699 roku.